# Paso doble
Pour les articles homonymes, voir Paso et Pasodoble (film).
 (janvier 2022).
Si vous disposez d'ouvrages ou d'articles de référence ou si vous connaissez des sites web de qualité traitant du thème abordé ici, merci de compléter l'article en donnant les références utiles à sa vérifiabilité et en les liant à la section « Notes et références ».

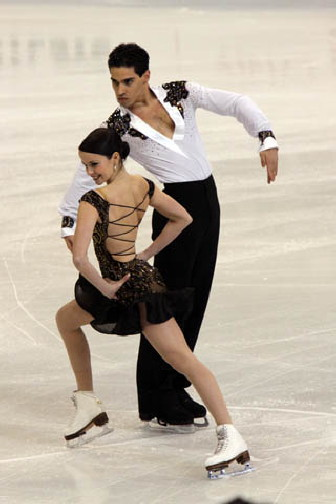
Couple de danseurs sur glace exécutant un paso doble

Le paso doble (de l'espagnol : pasodoble (sens identique), de paso, « pas », et doble, « double ») est à l'origine une marche militaire. La marche a donné naissance à un genre de musique vocal et instrumental, un genre de musique purement instrumental joué lors des corridas ainsi qu'à une danse de salon et une danse sportive.

## Historique
Le paso doble, d'inspiration militaire (marche), apparaît en Espagne dès la fin du XVIIIe siècle et devient à la mode dans les années 1920, notamment en France[réf. nécessaire].
C'est dans le contexte des corridas d'Espagne (qui existent depuis le XVIIe siècle) qu'il faut situer les origines du paso doble. L'entrée des toreros dans l'arène était accompagnée d'une musique au rythme marqué et au style martial, inspiré des marches militaires. Au début du XIXe siècle, une danse se développa sur cette musique et dans cet esprit de corrida, lutte entre l'homme et le taureau.
Le paso doble passe rapidement les Pyrénées pour se développer et prendre tout son essor dans le sud de la France, d'où il conquiert le reste du pays[réf. nécessaire]. C'est pour cette raison que de nombreuses figures de base du paso-doble portent des noms français : « sur place », « le huit », « la cape », etc. Ce n'est que plus tard que la codification du paso doble est internationalisée par les Anglais. C'est cette codification qui est utilisée dans le cadre des compétitions de danse sportive[réf. nécessaire].

## Description de la musique
La musique servant de base au paso doble est martiale. Elle est toujours de rythme binaire, à 
, et de 60 à 62 battements à la minute au métronome.[réf. nécessaire] Née dans les arènes taurines[réf. nécessaire], elle est notamment jouée lors des corridas, comme le célèbre España cañi, au moment du paseo et pendant la faena, mais s'arrête net avant l'estocade.
Par ailleurs, certains titres, comme El Relicario ou El gato montés, ont donné lieu à des variantes du type paso musette, dans le domaine des orchestres espagnols. 
Des réorchestrations de morceaux divers sont dansables en paso doble (Don't Cry for Me Argentina, etc.[réf. nécessaire])

### Structure musicale d'España cañi
| 1234& 5678&        | 1234& 5678& | 1234& 5678&        | 1234& 5678& | 1234      |
| 12345678&          | 12345678&   | 12345678&          | 12345678&   |           |
| 1234& 5678&        | 1234& 5678& | 1 2 34             |             |           |
| 12345678           | 12345678910 | 12345678           | 123456      |           |
| 1&a2&3&4&5&a6&7&8& | 1&a2&345678 | 1&a2&3&4&5&a6&7&8& | 12345678    | 123 4 5 6 |
| 12345678           | 12345678    | 12345678           | 12345678    |           |
| 12345678           | 12345678    |                    |             |           |
| 12345678           | 12345678    | 12345678           | 12345       | 1234567 8 |

Le morceau de musique España cañi (ainsi que ses variations) est le morceau le plus souvent utilisé pour accompagner la danse de salon paso doble. Contrairement à la musique généralement utilisée pour accompagner les autres danses de salon, la structure musicale de ce morceau est irrégulière. Les danseurs souhaitant interpréter la musique, une nécessité pour les danseurs de haut niveau et fortement désirable pour les danseurs plus débutants, doivent être capable d'entendre ou d'anticiper les phrases musicales et les breaks.
La structure et les temps du morceau sont représentés dans le tableau à droite. Le morceau est principalement constitué de phrases à 8 temps, mais elle contient également deux phrases à 4 temps, une phrase à 5 temps, deux phrases à 6 temps et une phrase à 10 temps, soulignées dans le tableau.

#### Points forts
Le morceaux contient trois points forts (colorés en rouge), où la musique contient une section particulièrement vigoureuse et durant laquelle les danseurs prennent souvent des poses particulières, en les maintenant sur quelque temps plus calmes (en bleu).

#### Section flamenco
Le morceau contient également quelques sections de style flamenco (colorées en violet) durant lesquelles les danseurs peuvent interpréter une mini-chorégraphie de flamenco.

## Description de la danse

### Généralités
,,:
C'est l'une des danses les plus simples à apprendre au départ.[réf. nécessaire] Le pas de base est en effet un pas de marche (le danseur avance du pied droit, la danseuse recule du pied gauche). La tenue du couple est classique, mais il faut ensuite, pour adopter le style typique du paso, se souvenir que le danseur y joue le rôle du torero et la femme, celui de sa muleta. C'est pour cela que l'habit de lumière et l'attitude macho correspondent bien au cavalier, et la robe rouge et l'attitude provocante à la cavalière. La scène finale du film Ballroom Dancing symbolise bien cet état de fait. 
L'ensemble de la danse consiste donc en un jeu entre le danseur, la danseuse et le taureau de combat imaginaire.
Le paso doble fait partie des danses de compétition dans la catégorie des danses latines. À ce titre :
- chacun est libre d'ajouter ses propres figures aux figures recensées ;
- il se danse en avançant la pointe du pied lors d'un nouveau pas (et non pas le talon, comme dans les danses standards telles que la valse et le tango).

Le paso doble, issu de la marche, est une des rares danses où l'on peut marquer le pas selon le rythme musical, sur 2 ou 3 temps — à l'inverse de la valse où le pas est glissé ou du tango où le pas est simplement marché.
Les danseurs se font face pour le pas de base en position fermée (type espagnole) : le danseur met sa main droite dans le dos de sa partenaire (sous l'omoplate gauche) et ouvre son bras gauche, la main gauche à la hauteur des yeux de celle-ci ; la danseuse pose sa main gauche sur l'épaule droite de son partenaire et sa main droite dans la main gauche de celui-ci. Le bras gauche du cavalier fait un angle marqué au niveau du coude, de même que le bras droit de la cavalière.

### Principales figures
Refs ,:
- pas de base ;
- pas chassés à droite ;
- pas chassés à gauche ;
- la cape : figure la plus typique du paso, à la fin duquel le couple lève le bras arrière comme pour piquer le taureau ;
- promenades : 
  - promenade simple ;
  - promenade sixtine (= sur 16 pas) ;
  - double promenade ;
  - promenade tournée ;
  - promenade-contre promenade, figure d'origine musette ;

- pas : 6 à droite ; 6 à gauche ; 8 à droite ; 8 à gauche ;
- séparation (avec le retour de la danseuse en chicken walk) ;
- allers-retours : 
  - aller côte à côte, retour côte à côte ;
  - aller côte à côte, retour tête-bêche ;
  - aller tête-bêche, retour tête-bêche ;
- rotations :
  - rotation danseuse à droite ;
  - rotation danseuse à gauche ;
  - rotations en marchant ;
- le petit cheval : le danseur fait tourner de sa main gauche levée la danseuse autour de lui ;
- pivots :
  - pivot danseur à droite avec passage sous le bras de la danseuse ;
  - pivot danseur à gauche avec passage sous le bras de la danseuse ;
- tour du monde : le danseur fait tourner la danseuse autour de lui ;
- banderilles (figure encore appelée zigzag ou pas de dentelle) ;
- fall away (ou pas alternés) ;
- carré ;
- natural twist turn ;
- tour de valse...

### Exemple du pas de base
Le pas de base se danse sur quatre temps et se décompose comme suit, de manière symétrique pour chaque partenaire :
1. le meneur prend appui sur le pied droit, le mené sur le pied gauche ;
2. le meneur avance le pied gauche et prend appui dessus, le mené recule le pied droit et prend appui dessus ;
3. le meneur ramène le pied droit contre le gauche et l'écarte immédiatement sur la droite, le mené ramène le pied gauche contre le droit et l'écarte immédiatement sur la gauche ;
4. le meneur assemble en ramenant le pied gauche contre le droit, le mené en ramenant le pied droit contre le gauche.

### Exemple de la figure Promenade-Contre promenade
Cette figure est en trois temps. Il y a beaucoup de musiques de paso doble en trois temps qui ont été oubliées dans la danse sportive[réf. nécessaire]. La richesse de cette danse est d'allier des figures binaires à d'autres ternaires. En fonction de la musique en trois ou deux temps, les danseurs peuvent interpréter à leur manière en se calant sur les phrases musicales. Cela demande une culture qui fait défaut aux compétiteurs qui n'utilisent que des musiques « sur mesure » à deux temps. Ils ont oublié que la danse sportive est un avatar des danses de société (dites parfois "musette") et non l'inverse...[réf. nécessaire]
Le couple commence en position fermée (=face-à-face). Dans tout l'enchainement, G (le Garçon) et F (la Fille) sont dans des positions miroir.

1. G marque le pas du PD (Pied Droit) et F du PG (Pied Gauche). G fait 1/4 de tour à gauche et fait faire un 1/4 de tour à droite à F. En passant sa main droite dans le dos de F. Si F suit bien, elle passe sa main gauche dans le dos du G.

2. Le couple est maintenant en position ouverte (= côte à côte). Il avance d'un pas (G du PG, F du PD).

3. Le couple avance d'un nouveau pas (G du PD, F du PG) en refermant légèrement le couple en vue du 4.

4. G guide le couple pour lui faire faire un demi-tour (G vers la droite, F vers la gauche). Pour cela, il retire sa main droite du dos de F et avance sa main gauche dans le dos de F.

5. Le couple est toujours en position ouverte après son demi-tour. Il avance d'un pas (G du PD, F du PG).

6. Le couple avance d'un nouveau pas (G du PG, F du PD) en refermant légèrement le couple en vue du 1.

1. G guide le couple pour lui faire faire un nouveau demi-tour (G vers la gauche, F vers la droite). Pour cela, il retire sa main gauche du dos de F et en avance sa main droite dans le dos de F.

2. voir plus haut

Pour arrêter la figure, G remet le couple en position fermée au 4 ou au 1

Pour l'esthétique, on peut fléchir légèrement les genoux au 2-3 et 5-6. Et au contraire monter légèrement sur la pointe de pied au 1 et 4.

### Paso doble célèbres
- Amparito Roca de Jaume Teixidor Dalmau (1925)
- Brisas del Moncayo d'Abel Moreno
- Currito de la Macarena de Fernandez
- El gato montés - Louis Corchia - (Manuel Penella) (1916)
- El Relicario, (M. Oliveros, G. Castellvi, J. Padille) (1961)
- En er mundo de Juan Quintero Muñoz (es)
- España cañi de Pascual Marquina Narro  (1925)
- Los de la Unica
- Los Miuras - El gato montés (Penella)
- Maestranza Sevillana de Pedro Morales Munoz
- Marcha a la manoleria de F. A. Barbieri (paso doble lors du paseo)
- Marche Cazérienne de Fernand Tassine (1900)
- Nerva de Manuel Rojas (1933)
- Paquito el Chocolatero de Gustavo Pascual (1937)
- Plaza de las Ventas                                                 , de Manuel Lillo
- Sombreros et Mantilles en trois temps  (1938)  - Rina Ketty - (Chanty/Vaissade)
- Suspiros de España
- Valencia (Padilla) - André Brocoletti
- Viva España (version française) - Georgette Plana